# Túnel Jack Lynch
El Túnel Jack Lynch (en irlandés: Tollán Sheáin Uí Loingsigh; en inglés: Jack Lynch Tunnel) es un túnel sumergido y una parte integral de la carretera de circunvalación sur de N40 de Cork, en Irlanda. Lleva el nombre del ex primer ministro, Jack Lynch, natural de Cork.
Toma la carretera bajo el río Lee. Al norte del túnel, la carretera de circunvalación se une a la autopista M8 a Dublín (norte) y la carretera N8 al centro de la ciudad (al oeste), con la N25 que comienza al este de Waterford. El túnel fue terminado en mayo de 1999, y lleva cerca de 40.000 vehículos por día a partir de 2005.